# Exlineia fulvescens
Exlineia fulvescens is een hooiwagen uit de familie Zalmoxioidae.